# Hondryches avakubi
Hondryches avakubi là một loài bướm đêm trong họ Noctuidae.

## Hình ảnh

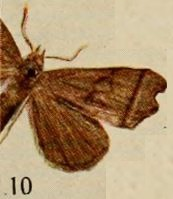